# Jamestown (Tennessee)
|  | Dieser Artikel wurde aufgrund von inhaltlichen Mängeln auf der Qualitätssicherungsseite des Projektes USA eingetragen. Hilf mit, die Qualität dieses Artikels auf ein akzeptables Niveau zu bringen, und beteilige dich an der Diskussion! Eine nähere Beschreibung der zu behebenden Mängel fehlt. |

Jamestown ist eine US-amerikanische Stadt im Norden Tennessees und Sitz der Countyverwaltung (County Seat) des Fentress Countys. Das U.S. Census Bureau hat bei der Volkszählung 2020 eine Einwohnerzahl von 1.935 ermittelt.

## Demographie
Nach der Volkszählung aus dem Jahr 2000 hatte Jamestown 1839 Einwohner, die sich auf 881 Haushalte und 446 Familien verteilten. Die Bevölkerungsdichte betrug 245,2 Einwohner/km². 98,42 % der Bevölkerung waren weiß, 0,71 % afroamerikanisch, 0,05 % asiatisch. In 21,5 % der Haushalte lebten Kinder unter 18 Jahren. Das Durchschnittseinkommen betrug 12.136 US-Dollar pro Haushalt, wobei 35,6 % der Bevölkerung unterhalb der Armutsgrenze lebten.

## Infrastruktur
Von 1921 bis 1954 hatte Jamestown über die Oneida & Western Railroad Bahnanschluss.

## Söhne und Töchter der Stadt
- Roger Keith Crouch (* 1940), Astronaut